# Eleição municipal de Tailândia (Pará) em 2016
A eleição municipal de Tailândia em 2016 foi realizada para eleger um prefeito, um vice-prefeito e 13 vereadores no município de Tailândia, no estado brasileiro do Pará. Foram eleitos Anderson Camporez (Partido da República) e Adeías Cunha Barros para os cargos de prefeito(a) e vice-prefeito(a), respectivamente. 
Seguindo a Constituição, os candidatos são eleitos para um mandato de quatro anos a se iniciar em 1º de janeiro de 2017. A decisão para os cargos da administração municipal, segundo o Tribunal Superior Eleitoral, contou com 46 402 eleitores aptos e 9 140 abstenções, de forma que 19.7% do eleitorado não compareceu às urnas naquele turno. 

## Resultados

### Eleição municipal de Tailândia em 2016 para Prefeito
A eleição para prefeito contou com 6 candidatos em 2016: Paulo Liberte Jasper do Democratas (Brasil), Dimas Picanço Sisnando do Democracia Cristã (Brasil), Rosinei Pinto de Souza do Partido Social Cristão, Anderson Camporez do Partido Liberal (2006), Roberto Carlos Gambin do Partido da Social Democracia Brasileira, Renaldo Antonio Soligo Netto do Partido Social Democrático (2011) que obtiveram, respectivamente, 0, 783, 7 830, 10 548, 990, 364 votos. O Tribunal Superior Eleitoral também contabilizou 19.7% de abstenções nesse turno. 
| Candidato(a)                       | Vice                      | Coligação                                      | Votos recebidos | Percentual |
| ---------------------------------- | ------------------------- | ---------------------------------------------- | --------------- | ---------- |
| Anderson Camporez (PR)             | Adeías Cunha Barros       | Um Novo Tempo para Tailândia                   | 10548           | 51.42%     |
| Rosinei Pinto de Souza (PSC)       | Fernando de Ben           | Tailândia Crescendo Com Trabalho e Honestidade | 7830            | 38.17%     |
| Roberto Carlos Gambin (PSDB)       | Jose Valdir Hoss          | Uma Nova Tailândia Começa Agora                | 990             | 4.83%      |
| Dimas Picanço Sisnando (DC)        | Adriana Aparecida Tasca   | Renova Tailândia                               | 783             | 3.82%      |
| Renaldo Antonio Soligo Netto (PSD) | Maria Kleria Leal Arruda  | Partido Social Democrático (sem coligação)     | 364             | 1.77%      |
| Paulo Liberte Jasper (DEM)         | Maria Regina Pereira Goes | O Povo no Comando de Novo                      | 0               | 0%         |

### Eleição municipal de Tailândia em 2016 para Vereador
Na decisão para o cargo de vereador na eleição municipal de 2016, foram eleitos 13 vereadores com um total de 36 150 votos válidos. O Tribunal Superior Eleitoral contabilizou 362 votos em branco e 750 votos nulos. De um total de 46 402 eleitores aptos, 9 140 (19.7%) não compareceram às urnas .
| Nome                               | Partido político                           | Coligação                                | Votos recebidos | Percentual |
| ---------------------------------- | ------------------------------------------ | ---------------------------------------- | --------------- | ---------- |
| Higia Maria Coelho Frota           | Democratas (DEM)                           | Tailandia e o Povo                       | 1306            | 3.61%      |
| José Dário Oliveira de Souza       | Partido Socialista Brasileiro (PSB)        | Tailândia Crescendo com Trabalho e União | 863             | 2.39%      |
| Raimunda Rodrigues Pastana         | Movimento Democrático Brasileiro (MDB)     | Tailandia e o Povo                       | 740             | 2.05%      |
| Márcio Edinildo Oliveira Travassos | Partido Republicano da Ordem Social (PROS) | Tailândia Não Pode Parar                 | 693             | 1.92%      |
| José de Sousa Nojosa               | Partido da Mobilização Nacional (PMN)      | Tailândia Não Pode Parar                 | 643             | 1.78%      |
| Lauro Ferraz Hoffmann              | Partido Trabalhista Cristão (PTC)          | Uma Nova Tailândia Começa Agora          | 633             | 1.75%      |
| Raimundo Antonio da Silva          | Partido da República (PR)                  | Unidos por um Novo Tempo Para Tailândia  | 620             | 1.72%      |
| Armando Sodré Ramos                | Partido Social Cristão (PSC)               | Tailândia Crescendo com Trabalho e União | 620             | 1.72%      |
| Jakeline Ferreira Neto             | Partido Republicano Progressista (PRP)     | Renova Tailândia                         | 611             | 1.69%      |
| Rosenildo Freitas de Souza         | Partido Social Liberal (PSL)               | Unidos por um Novo Tempo Para Tailândia  | 571             | 1.58%      |
| Cleomi Bandeira Oliveira           | Partido Democrático Trabalhista (PDT)      | Juntos por um Novo Tempo Para Tailândia  | 517             | 1.43%      |
| Alceu Hoffmann                     | Partido Popular Socialista (PPS)           | Juntos por um Novo Tempo Para Tailândia  | 496             | 1.37%      |
| Antonio Modesto Soares Carneiro    | Movimento Democrático Brasileiro (MDB)     | Tailandia e o Povo                       | 342             | 0.95%      |